# Roncola (Lombardei)

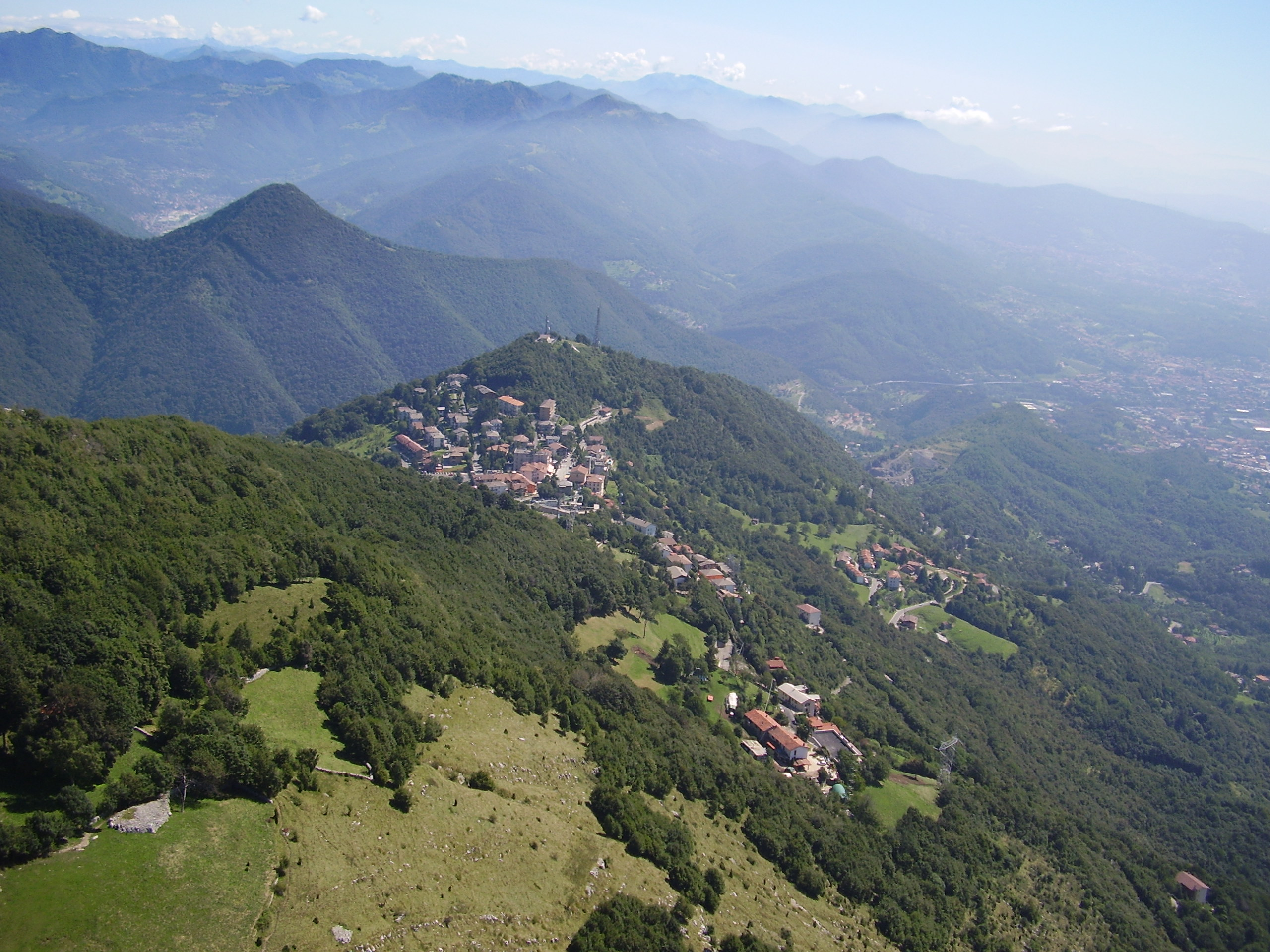
Panorama von Roncola

Roncola ist eine norditalienische Gemeinde (comune) mit 922 Einwohnern (Stand 31. Dezember 2023) in der Provinz Bergamo in der Lombardei.

## Geografie
Teilweise wird der Ort auch als Roncola San Bernardo bezeichnet, um diesen von der Ortschaft Roncola, ein Teil der Gemeinde Treviolo zu unterscheiden. Roncola grenzt an die Gemeinde Torre de’ Busi der Provinz Lecco. Die Gemeinde liegt auf einer Bergkuppe zu den Tälern des Valle Imagna und des Valle Brembana. Die Gemeinde liegt etwa 25 Kilometer nordwestlich von Bergamo etwa auf halber Strecke einer gedachten Linie zwischen Bergamo und Lecco.

## Bilder

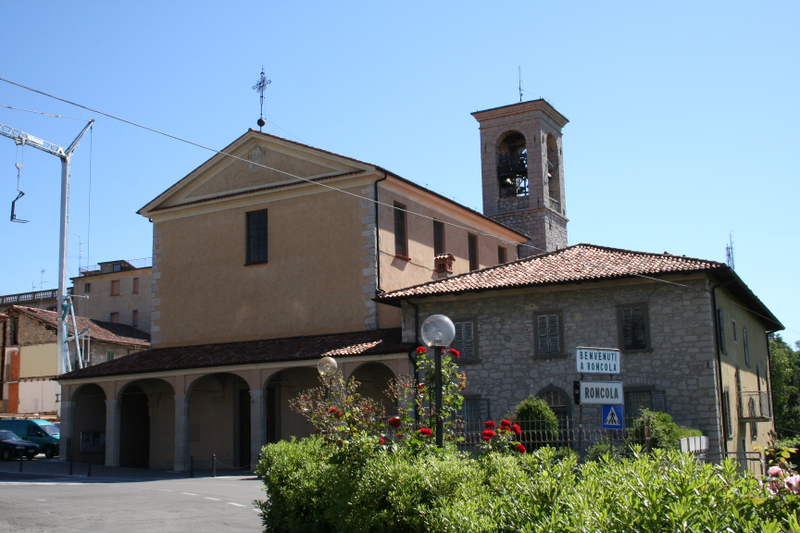
Kirche San Bernardo (Bernhard von Clairvaux)
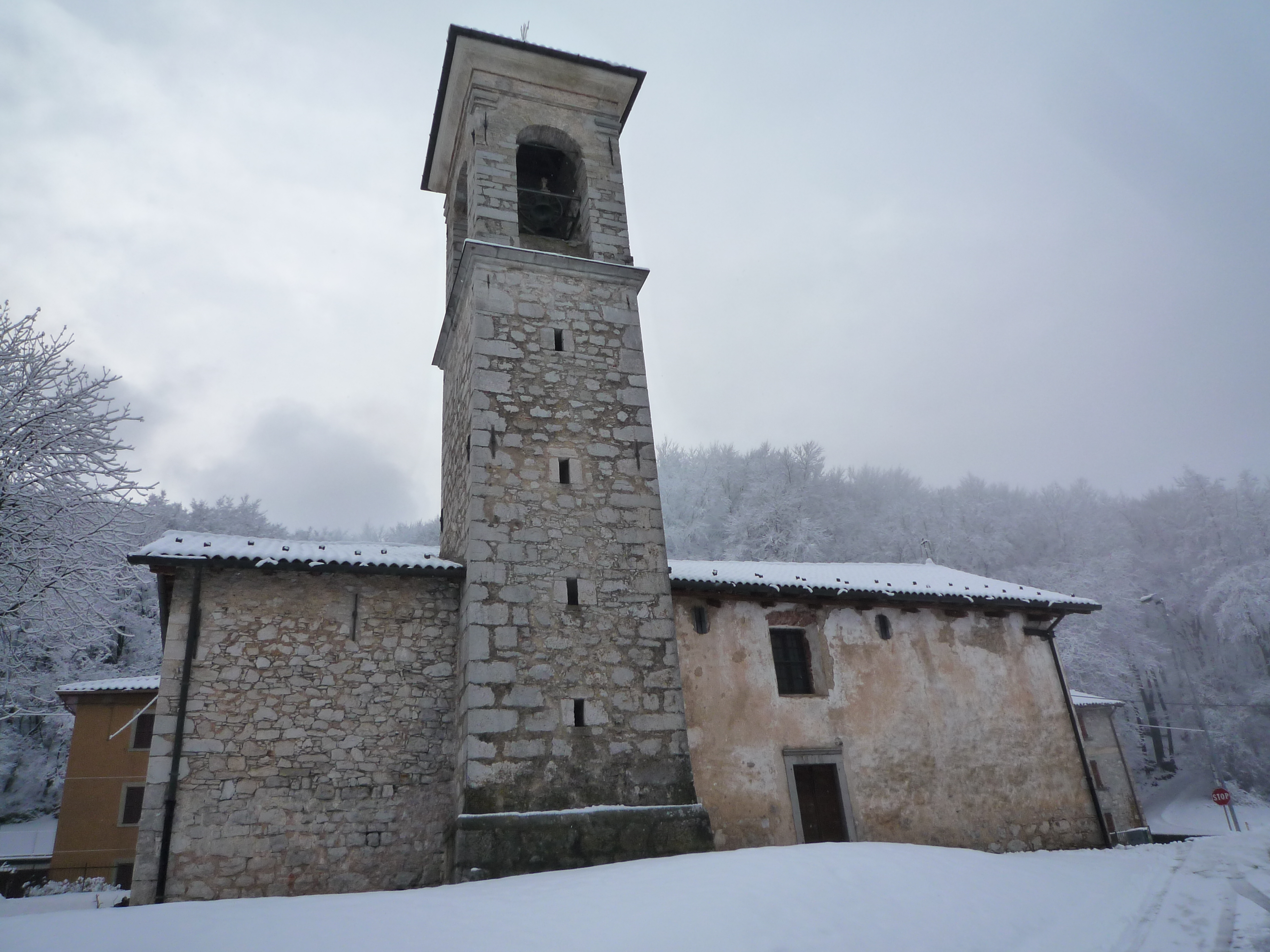
Kirche San Defendente in Roncola